# Ralph Ceder
Ralph Ceder (Marinette, 2 febbraio 1898 – Hollywood, 29 novembre 1951) è stato un regista e sceneggiatore statunitense.
Come regista ha diretto oltre novanta film tra il 1922 ed il 1940, molti dei quali sono cortometraggi con l'attore Stan Laurel. Firmò ventidue sceneggiature e fu anche aiuto regista. Nel 1921, girò la sua unica pellicola come attore.
Morì di polmonite a Hollywood, in California, nel 1951. 

## Filmografia

### Regista (parziale)
- Roughest Africa (1923)
- The Whole Truth (1923)
- Gli sporcaccioni (The Soilers) (1923)
- Mother's Joy (1923)
- Zeb vs. Paprika (1924)
- Brothers Under the Chin (1924)
- Near Dublin (1924)
- April Fool (1924)
- Position Wanted (1924)
- The Joke's on You (1925)
- They All Fall (1925)
- A Fool's Advice (1932)

### Sceneggiatore
- All Wrong, regia di Eddie Lyons e Eugene De Rue (1922)
- The Joke's on You
- They All Fall
- Love's Languid Lure
- The Leather Pushers, regia di Albert H. Kelley (1930)
- Rolling Along
- Go to Blazes, regia di Harry Edwards (1930)
- We! We! Marie!
- Discontented Cowboys
- Frozen Face
- Where Canaries Sing Bass
- The Hot Spot, regia di Donald Gallaher (1931)
- Slow Poison
- The Great Junction Hotel, regia di William Beaudine (1931)
- Doomed to Win, regia di George Green (1931)
- Battle Royal, regia di Harry Sweet (1932)
- Extra! Extra!
- Stealin' Home, regia di Harry Sweet (1932)
- High Hats and Low Brows
- Meet the Champ
- Sailors Beware!
- Compagni d'allegria
- The Perfect Clue, regia di Robert G. Vignola (1935)

### Aiuto regista (parziale)
- Il tesoro dei faraoni (Kid Millions), regia di Roy Del Ruth - regista 2a unità (1934)
- Uno scozzese alla corte del Gran Khan - Le avventure di Marco Polo (The Adventures of Marco Polo), regia di Archie Mayo (1938)

### Attore
- L'idolo del villaggio (A Small Town Idol), regia di Erle C. Kenton e Mack Sennett (1921)